# Sans espoir de retour (film)
Pour plus de détails, voir Fiche technique et Distribution.
Sans espoir de retour (titre original : Street of No Return) est un film franco-portugais réalisé par Samuel Fuller, d'après le roman Sans espoir de retour de David Goodis, sorti en 1989. C'est 22e et dernier film du réalisateur américain.

## Synopsis
Michael, chanteur célèbre, tombe amoureux d'une jeune chanteuse, qui s'avère être sous la coupe d'un promoteur immobilier véreux, qui recourt aux services d'un chef de gang pour créer des émeutes de façon à faire baisser les prix de l'immobilier. Comme Michael s'apprête à abandonner sa carrière pour partir avec la jeune femme, le promoteur vient sur son bateau avec ses comparses et tranche la gorge du chanteur. Celui-ci devient un clochard alcoolique. La police croit qu'il a assassiné un flic et cette méprise va être à l'origine de la chute du promoteur.

## Fiche technique
- Titre : Sans espoir de retour
- Titre original : Street of No Return
- Réalisation : Samuel Fuller

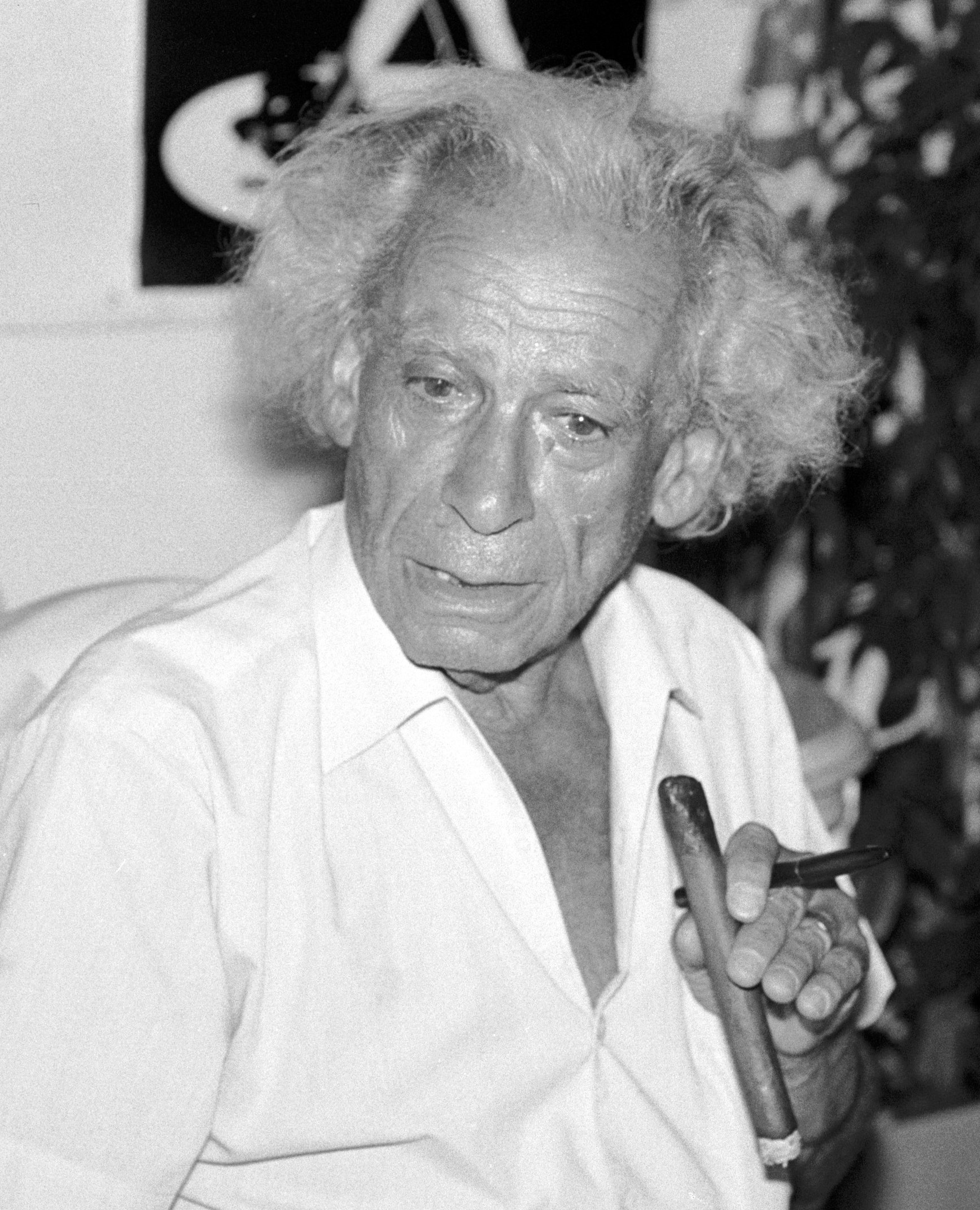
Samuel Fuller.

- Scénario : Jacques Bral et Samuel Fuller
- Photographie : Pierre-William Glenn
- Montage : Jacques Bral
- Musique : Karl-Heinz Schäfer
- Producteur : Jacques Bral
- Producteurs délégués : Jacques-Éric Strauss, António da Cunha Telles, Patrick Delauneux
- Directeur de production : Gabriela Cerqueira
- Sociétés de production : Thunder Films International, FR3 Cinéma, Animatógrafo, Soficas Investimages, Instituto Português de Cinema (IPC)
- Pays de production :  France |  Portugal
- Langue : anglais
- Format : Couleurs - 1,85:1
- Genre : drame, policier, action, thriller
- Durée : 93 minutes
- Dates de sortie : 
  - France : 9 août 1989
  - États-Unis : 12 août 1991

## Distribution
(Sauf indication contraire, les informations mentionnées sont issues de la base de données IMDb).
- Keith Carradine : Michael ;
- Valentina Vargas : Célia ;
- Bill Duke : Lieutenant Borel ;
- Andréa Ferréol : Rhoda ;
- Bernard Fresson : Morin ;
- Marc de Jonge : Eddie ;
- Rebecca Potok : Bertha ;
- Jacques Martial : Gérard ;
- Sérgio Godinho : Pernoy ;
- António Rosário : Meathead[3] ;
- Dominique Hulin : Dablin ;
- Gordon Heath (en) : Black Bum ;
- Joe Abdo : White Bum[4] ;
- Trevor A. Stephens : Lambert (comme Trevor Stephens)[5] ;
- Filipe Ferrer (pt) : Gauvreau ;
- Jeremy Boultbee : Docteur[6] ;
- Guilherme Filipe : Patrouilleur[7] ;
- Pedro Rosa Nunes : Patrouilleur (comme Pedro Nunes)[8] ;
- Christa Lang : Infirmière ;
- Samantha Fuller : Jeune fan[9] ;
- Joaquim Miranda : Policier[10] ;
- Norton de Matos : Policier (comme Luis Norton de Matos) ;
- Samuel Fuller : Commissaire de police ;
- Daniel Martinho : (non crédité)[11] ;
- Luís Pavão : (non crédité)[12].